# Ronaldo Duncan Arantes
Ronaldo Duncan Arantes (26 de novembro de 1932 – Naperville, 7 de setembro de 1959) foi um remador brasileiro. Foi assassinado enquanto servia ao Brasil durante os Jogos Pan-Americanos de 1959, em Chicago, nos Estados Unidos.
Era irmão do treinador e dirigente esportivo Rômulo Duncan Arantes, portanto tio do nadador Rômulo Arantes e tio-avô do ator Rômulo Neto.

## Biografia
Ronaldo fez sua carreira inicialmente no Clube de Regatas do Flamengo. Fez parte do time vencedor do Campeonato Sul-Americano de Remo de 1954. No Campeonato Carioca do mesmo ano, conseguiu levar o Flamengo à vitória no quatro remos com timoneiro.
No Campeonato Sul-Americano de 1958, venceu no oito com – na classificação geral, o título ficou com a Argentina.
Convocado para disputar os Jogos Pan-Americanos de 1959, em Chicago, ficou em quarto lugar no oito com. Após a disputa, no dia 7 de setembro, foi encontrado morto nos arredores do North Central College, em Naperville. Ronaldo tinha 26 anos e integrava o Botafogo de Futebol e Regatas na época do assassinato.
As circunstâncias que levaram ao assassinato de Ronaldo Duncan Arantes jamais foram esclarecidas. Na véspera, antes de se despedir dos colegas de remo, Ronaldo teria dito: "Agora vou me encontrar com Al Capone", em referência ao famoso mafioso de Chicago. O remador foi encontrado morto com o tiro de pistola 38 no coração. Uma das possibilidades sobre o crime é que o remador teria se encontrado com negociantes de armas para arrecadar dinheiro para seu casamento. Outra hipótese seria um caso extraconjugal com a mulher de um outro membro da delegação brasileira.